# Werner und Maria von Axster-Heudtlass

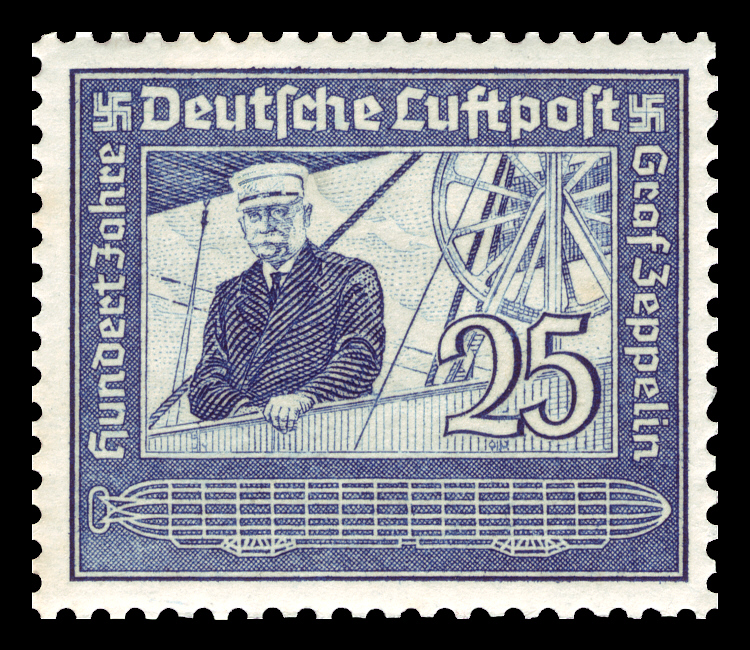
Flugpostmarke von 1938 (Mi.-Nr. 669), zu Ehren des 100. Geburtstags von Ferdinand Graf von Zeppelin. Eine frühe Briefmarke von von Axster-Heudtlass.

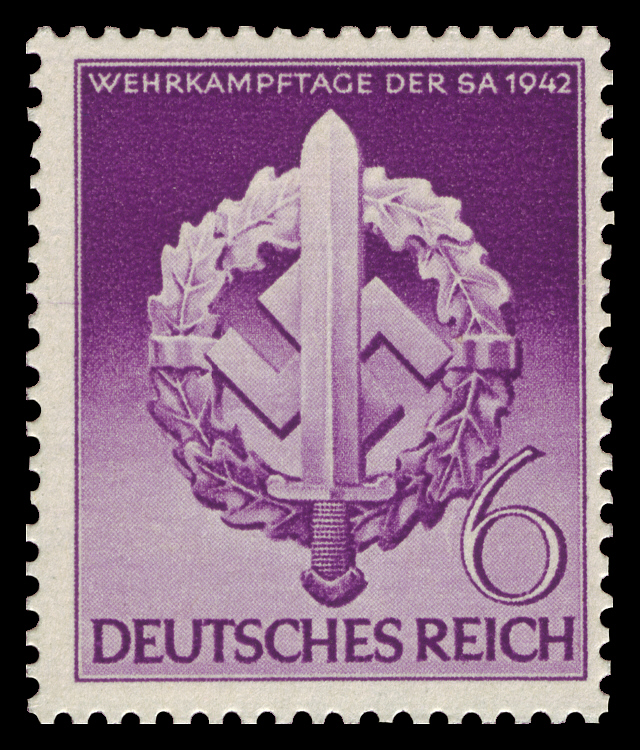
Die Briefmarke „Wehrkampftage der SA 1942“. Dargestellt ist ein sehr politisches Motiv.

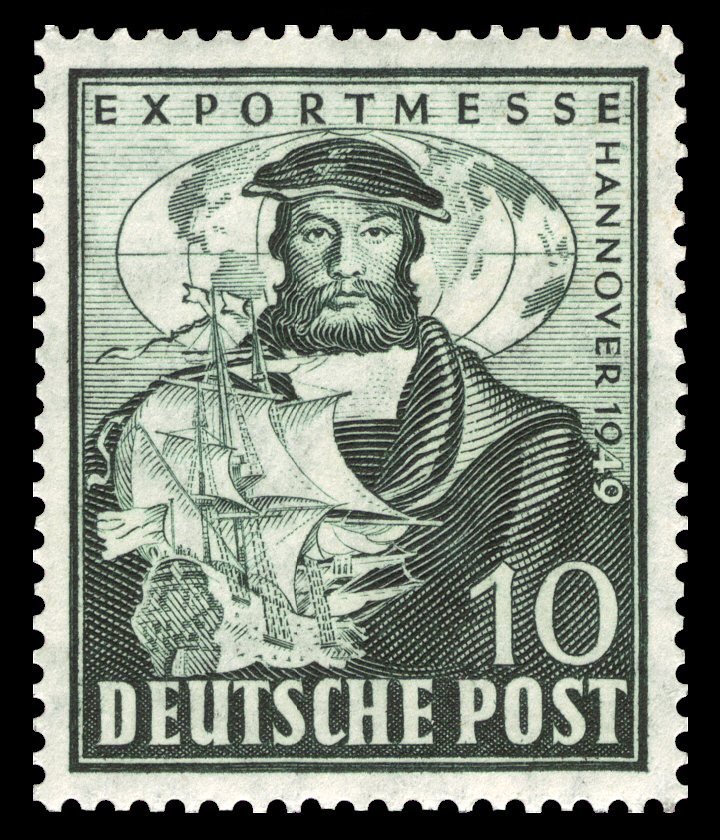
Die letzte entworfene Briefmarke von Werner und Maria Axster-Heudtlass.

Franz Hermann Wilhelm Werner von Axster-Heudtlass (* 27. März 1898 in Berlin; † 26. November 1949 in Hannover) und seine Ehefrau Maria Viktoria Thekla Edle von Axster-Heudtlass (* 25. März 1884 in Linz, Österreich-Ungarn; † 19. Juli 1966 in Hannover) waren deutsche Grafiker. Sie entwarfen Werbung für bekannte Unternehmen, aber auch Propaganda und Briefmarken für die Nationalsozialisten.

## Leben
Maria von Axster-Heudtlass stammte aus einer Familie des niederen Adels ab und hatte vier Geschwister. Sie war vier Mal verheiratet. Ihren ersten Mann Herr von Uhlár, der später beim Schwimmen ertrank, heiratete sie um circa 1904. Ihr zweiter Mann Heinrich Julius Georg Altrichter, den sie am 6. Dezember 1913 heiratete, starb ebenfalls. Ihren dritten Mann Karl Ludwig Johannes Kabelmann heiratete sie am 4. Oktober 1917 und trennte sich im Jahr 1924 wieder von ihm.
Ihr vierter Mann Werner Heudtlass (später von Axster-Heudtlass) war der Sohn des Anwalts Julius Albert Eugenius Heudtlass und seiner Frau Auguste Helene Martha Heudtlass und hatte einen Bruder, den Journalisten und Autor Willy Heudtlass. Maria von Axster und Werner Heudtlass heirateten 1925 und arbeiteten auch beruflich meist eng zusammen.
Ihr Atelier gründeten sie um etwa 1925. Das Paar entwarf Werbebroschüren für viele bekannte Kunden, wie unter anderem Lufthansa, Steinway & Sons, Siemens und Eckstein Der Franz-Eher-Verlag, das wichtigste nationalsozialistische Verlagshaus, gehörte auch zu den Kunden des Ateliers. Werner von Axster-Heudtlass betätigte sich als Grafiker erstmals um 1924, Maria von Axster-Heudtlass erstmals um 1905. Außerdem erteilte sie nebenbei Kunstunterricht.
In den späten 1930er Jahren begann das Paar, Briefmarken zu entwerfen. Zuerst waren die Motive meist unpolitisch oder nur gemäßigt politisch. Dies änderte sich während der Zeit des Nationalsozialismus. Das zeigt die Briefmarke „Wehrkampftage der SA 1942“ und ein Poster mit dem Titel „Hass und Vernichtung unseren Feinden – Freiheit, Recht und Brot unserem Volk“. Dargestellt wird ein Nazi, welcher sein Schwert über die Köpfe von vier Drachen, benannt „Judentum“, „Plutokratie“, „Bolschwismus“ und „Kapitalismus“, schwingt. Das Paar war in der Zeit der Nationalsozialisten sowohl als Grafiker bekannt als auch wohlhabend.
1949 zeigte das Paar zum letzten Mal nennenswerte künstlerische Präsenz mit der Briefmarke „Exportmesse Hannover 1949“. Im selben Jahr starb Werner von Axster-Heudtlass in Hannover im Alter von 51 Jahren. Maria von Axster-Heudtlass starb 17 Jahre später, ebenfalls in Hannover, im Alter von 82 Jahren. Beide hatten keine Kinder.